# Кулєшов Лев Володимирович
Лев Володи́мирович Кулєшо́в (рос. Лев Владимирович Кулешов; 1 (13) січня 1899, Тамбов, Російська імперія — 23 березня 1970, Москва, СРСР) — російський радянський актор німого кіно, кінорежисер, сценарист, теоретик кіно. Народний артист РРФСР. Член КПРС з 1945 року.

## Біографія
Лев Кулєшов народився в Тамбові 1 (13) січня 1899 в сім'ї Володимира Сергійовича і Пелагеї Олександрівни Кулєшових. Володимир Кулєшов був вихідцем з поміщицької родини. Супроти волі батька поступив у Московське училище живопису, різьбярства та архітектури. Навчався на курсі відомого художника, професора Іларіона Прянишнікова. Повернувшись додому «пішки — буквально по шпалах. (дід не дав грошей на дорогу)», одружився з сільською учителькою з сусіднього села, вихованкою сирітського будинку Пелагеєю Шубіною. Через деякий час у сім'ї з'явився первісток Борис — згодом інженер-електрик, що загинув у роки Німецько-радянської війни 1941—1945 рр. На той час, коли народився Лев Кулєшов, глава сімейства розорився та пустив маєток «з молотка». Сім'я переїхала до Тамбова. Жили незаможно.
Середню освіту Кулєшов отримав у тамбовському реальному училищі. У 1911 році помер його батько, в 1914 році разом з матір'ю він опинився в Москві, де вчився і працював його брат. Борис влаштував його в невелику студію художників Єфімова, Рогена і Сідамон-Еристова для підготовки до училища. Там він познайомився з Львом Нікуліним і Олександром Вертинським. Як і батько, навчався в Московському училищі живопису, різьбярства та архітектури, але не закінчив його. «Доучувався я вже потім, у житті». Намагався влаштуватися художником у театр, у 1916 році потрапив на кіностудію Олександра Ханжонкова. Займався виготовленням декорацій для кінострічок Євгена Бауера «Король Парижу», «За щастя» та інших. Пробувався як актора, але незабаром зацікавився теоретичними питаннями кінематографа.
Лев Кулєшов був одним з піонерів радянського і світового кіномистецтва, відіграв велику роль в дослідженні специфіки кіномистецтва, в розвитку кіномови, монтажу, технології зйомок. Керував документальними зйомками на фронтах Громадянської війни 1918—1920. Поставив агітфільм «На червоному фронті» (1920). У 1919 він організував учбову майстерню в Держкіношколі. Серед його учнів — В. І. Пудовкин, Б. В. Барнет, В. М. Георгієв, М. І. Ромм, Л. В. Махнач, С. П. Комаров, О. С. Хохлова, що стала його дружиною.
До найзначніших фільмів Кулєшова належать: «Незвичайні пригоди містера Веста в країні більшовиків» (1924), «Згідно із законом» (1926, по оповідання Дж. Лондона «Несподіване»), «Великий утішитель» (1933, за мотивами біографії О. Генрі).
Для фільмів Льва Кулєшова характерна напруженість сюжету, гостро окреслений малюнок ролей, висока образотворча культура.
З 1944 року Кулєшов займався головним чином педагогічною роботою у ВДІКу (професор з 1939, керував режисерською майстернею).
Лев Кулєшов — автор досліджень по теорії і практиці кіномистецтва, у тому числі знаменитою книги-підручника «Основи кінорежисури» (1941), перекладеної багатьма мовами світу. У ній чітко, наочно та доступно для кінематографістів-початківців викладена «азбука практики і теорії режисерської роботи». Вона містила в собі відкриття в царині монтажного кінематографу, у тому числі «ефект Кулєшова» і «географічний експеримент Кулєшова», що вважаються основами основ мови кіно.
Пізніше, в 1946 році, Кулєшову буде присвоєний за цю книгу вчений ступінь доктора наук. Відтоді, практично усі кінорежисери навчалися за цією роботою, перевиданою у багатьох країнах у серії «пам'ятники кінематографічної думки». Відомі слова послідовників майстра, випускників ВДІКу — «Ми робимо картини — Кулєшов зробив кінематографію».
Останні роки життя Лев Кулєшов і Олександра Хохлова провели разом у невеликій квартирі в будинку на Ленінському проспекті Москви.
Помер Лев Кулєшов у Москві 29 березня 1970. Похований на Новодівочому цвинтарі.

## Фільмографія

### Режисерські роботи
- 1917 — Сутінки (спільно з А. Громовим)
- 1918 — Проект інженера Прайта
- 1919 — Гімн любові недоспіваний
- 1920 — На червоному фронті
- 1924 — Незвичайні пригоди містера Веста в країні більшовиків
- 1925 — Промінь смерті
- 1926 — За законом
- 1927 — Ваша знайома
- 1928 — Весела канарка
- 1929 — Два-Бульді-два
- 1931 — Сорок сердець
- 1932 — Горизонт
- 1933 — Великий утішитель
- 1934 — Крадіжка зору
- 1936 — Дохунда
- 1940 — Сибіряки
- 1941 — Випадок у вулкані
- 1942 — Клятва Тимура
- 1943 — Ми з Уралу

### Акторські роботи
- 1917 — За щастям — Енріко
- 1917 — Чорна любов
- 1920 — На червоному фронті — житель прифронтової смуги
- 1925 — Промінь смерті — епізод

### Сценарії
- 1918 — Проект інженера Прайта
- 1920 — На червоному фронті
- 1930 — Саша
- 1932 — Горизонт
- 1933 — Великий утішитель